# Marcelândia

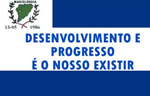
Drapeau de Marcelândia

Marcelândia est une municipalité brésilienne située dans l'État du Mato Grosso.